# Zezo (cantor)
José Maria Teixeira do Nascimento, conhecido como Zezo Potiguar, Zezo dos Teclados ou simplesmente Zezo (São Gonçalo do Amarante, 28 de março de 1973), é um cantor, empresário, produtor, arranjador e compositor brasileiro, originalmente de forró e depois no brega.
Cantor com mais de três décadas de carreira, é sucesso nas regiões Norte e Nordeste do país, onde se consagrou interpretando canções como "Leviana", "Diga pra mim", "Afogado no álcool" e outras. Segundo o cantor Reginaldo Rossi, "...existem eruditos para uma pequena classe. No Brasil, em que o povo em geral não teve acesso à educação musical mais refinada, isso é válido: tem que ter Chico, Gal, Caetano, e tem que ter Amado Batista, Zezo dos Teclados, Faringes da Paixão e Reginaldo Rossi".

## Biografia
Nasceu no povoado de Guanduba e, quando novo, mudou-se com a família para Natal onde, aos dezoito anos, começou a cantar nos bares da cidade e em pequenos eventos, divulgando seu trabalho em fitas K7 até a gravação do primeiro CD, feito de modo independente. No seu terceiro CD acabou fazendo sucesso como "Zezo dos Teclados" e foi contratado pela gravadora Gema, vindo a ser então mais conhecido no país.
Sua carreira levou-o, então, a ser chamado de "Príncipe dos Teclados" até 2017, quando mudou o estilo de forró e passou a se apresentar apenas no gênero romântico dos boleros e com uma produção de shows "com visual caprichado, banda completa, técnicos especializados, cenário, dançarinas, painéis de LED, e músicas com arranjos diferenciados" e "incorporando também sambas canções, bolerões e ritmos de seresta".
Em 2022, gravou o álbum À Vontade ao lado de Luan Estilizado e Raí Saia Rodada, lançado em 2023 pela gravadora Som Livre. O projeto rendeu uma turnê homônima, que durou até meados de 2024.

## Estilo musical e influências
A música de Zezo é conhecida por ser baseada em teclado eletrônico. O músico foi apontado, ao lado de nomes como Lairton e seus Teclados, como um dos precursores da chamada "estética do teclado", quando o forró e o brega começaram a ser trabalhados mais claramente em bases completamente eletrônicas. Com os anos, sua popularidade expandiu-se para toda a região nordeste do Brasil.
Em 2016, a banda Aviões do Forró lançou "Naquele Mesmo Bar", música que faz referência e homenagem à Zezo. A faixa foi gravada nos álbuns Aviões Fantasy (2016) e Xperience na Praia (2018).
Em 2015, participou do programa Encontro com Fátima Bernardes, homenageando Reginaldo Rossi. Em 2023, participou do programa The Noite com Danilo Gentili, sobre o lançamento do projeto musical À Vontade. Ainda no ano de 2023, Zezo Potiguar alcançou a marca de 870 mil ouvintes mensais no Spotify. Em 2024, foi a atração principal de festa do Dia do Trabalhador do município de Presidente Figueiredo, Região Metropolitana de Manaus.